# Fuenteheridos
Fuenteheridos is een gemeente in de Spaanse provincie Huelva in de regio Andalusië met een oppervlakte van 10,92 km². Fuenteheridos telt 648 inwoners (1 januari 2016).

## Demografische ontwikkeling
Bron: INE, 1857-2011: volkstellingen